# Новочеркасский (Курская область)
Новочеркасский — хутор в Суджанском районе Курской области. Входит в состав Пореченского сельсовета.

## География
Хутор находится в бассейне Суджи, в 20 км от российско-украинской границы, в 72 км к юго-западу от Курска, в 17,5 км к северо-востоку от районного центра — города Суджа, в 4,5 км от центра сельсовета  — Черкасское Поречное.
Климат
Новочеркасский, как и весь район, расположен в поясе умеренно континентального климата с тёплым летом и относительно тёплой зимой (Dfb в классификации Кёппена).

## Население
| 2002 | 2010 |
| ---- | ---- |
| 24   | ↘12  |

## Инфраструктура
Личное подсобное хозяйство. В хуторе 17 домов.

## Транспорт
Новочеркасский находится в 5,5 км от автодороги регионального значения 38К-004 (Дьяконово — Суджа — граница с Украиной), в 9,5 км от автодороги 38К-024 (Льгов — Суджа), в 5,5 км от автодороги межмуниципального значения 38Н-070 (38К-004 — Киреевка), в 6 км от автодороги 38Н-071 (38Н-070 — 38К-024), в 6,5 км от автодороги 38Н-723 (Черкасское Поречное — Ивашковский), в 1,5 км от автодороги 38Н-028 (Ямская Степь — Розгребли — 38К-004), в 10 км от ближайшей ж/д станции Локинская (линия Льгов I — Подкосылев).
В 115 км от аэропорта имени В. Г. Шухова (недалеко от Белгорода).